# 卡尼亚马·丘梅
卡尼亚马·丘梅（Kanyama Chiume，1929年11月22日—2007年11月21日），原名默里·威廉·卡尼亚马·丘梅（Murray William Kanyama Chiume），在恩卡塔灣縣出生。1950年代至1960年代成为领导马拉维独立运动的民族主义者。他还是尼亚萨兰非洲人大会的领导者之一，在1960年代曾任教育部长和外交部长，1964年内阁危机后被迫流亡。